# Російська діаспора
Російська діаспора — поняття, яке в загалом означає світову спільноту етнічних росіян. Зазвичай термін вживається щодо тих, хто підтримує будь-який зв'язок з культурою або країною своїх предків, зберігає почуття російської національної ідентичності в місцевому товаристві.
Термін має як «вузьке», конкретне, так і «широке» або розширене тлумачення. В багатьох країнах російською діаспорою вважають всіх, хто розмовляє російською мовою або знає російську мову, незалежно від етнічного походження — українців, татар, євреїв, чеченців та інших.
У Російській Федерації існує щонайменше три поняття «російська діаспора»: рос. русская, рос. российская та «російськомовна».

## Історія
Утворення російської діаспори емігрантами з метрополії, мало в Російській імперії свої особливості та відмінності. Тривалий час еміграція за межі феодальної Московії, а потім кріпацької Російської імперії, внаслідок ізоляціонізму на державному рівні заборонялася або каралася та офіційно не фіксувалася. З іншого боку, на відміну від таких імперій як Велика Британія або Франція, де діаспори довгий час утворювалися шляхом еміграції до зовнішніх колоній, — в Російській імперії, внаслідок континентального характеру експансії — діаспора російських емігрантів завжди опинялася усередині внутрішніх колоній. В цьому разі російська державна влада всіляко заохочувала міграцію росіян в новозагарбані сусідні землі. Себто створювала місцеву російську національну меншину на території колоній. Після утворення СРСР ці колонії почали зватися «національними радянськими республіками».
Перші історично помітні хвилі масової зовнішньої еміграції з Російської імперії з'явилися у другій половині — кінці ХІХ ст. Але про появу або створення російської «діаспори», як такої, мова ніколи не йшла. Лише інколи згадувалася невеличка та тимчасова російська «колонія» дворян та аристократів в Парижі.

## В СРСР
Впродовж XX століття основним етно-культурним поняттям та центром тяжіння інтернаціоналізованої культурної політики СРСР був «Радянський народ».
Поняття «російська діаспора» до розпаду СРСР в 1991 році в Російській Федерації взагалі не використовувалось.
Закордонна етнічна російська еміграція, яка утворилася внаслідок Громадянської війни (1-ша хвиля російської еміграції), Другої світової війни (2-га хвиля) політичного та дисидентського руху кінця 70-80-х років (3-тя хвиля) — духовно або культурно-спорідненою радянською державою не визнавалася і «діаспорою» не називалася. Оскільки вільна еміграція в СРСР була заборонена, то колишні співгромадяни за кордоном на державному рівні СРСР визнавалися ворожою «антирадянською еміграцією», а контакти з ними вважалися небезпечними та переслідувалися державою. З іншого боку, більшу частину еміграції другої половини існування СРСР (після Другої світової війни) не завжди становили етнічні росіяни.

## XXI століття
Після розпаду СРСР і утворення Російської Федерації, коли за різними, часом суперечними оцінками СРСР-Росію покинуло від 15 до 30 млн «співвітчизників», — в російських держорганах почалася мова про «російську діаспору». На відміну від ізоляціонізму радянських часів, ставлення до етнічних росіян за кордоном РФ змінилося. Спочатку з економічних міркувань, а потім і політичних (так званий неоімперський неоєвразійський «проект» В. Путіна «Російський світ» — відбудови російської супердержави в кордонах СРСР).
Визначення сукупності «духовно споріднених» до РФ на державному рівні виявилося проблемою. Найперше це пов'язано з проблемою визначення власне «російської» національної ідентичності. По-друге — з політичними міркуваннями, інтересами та цілями сучасного російського панівного політичного класу.
В Російській державі існують кілька цілком офіційних, але логічно малосумісних, або зовсім суперечливих визначень «російської діаспори»:
- рос. Русская диаспора
- рос. Русскоязычная диаспора
- рос. Российская диаспора

8 грудня 1995 Державна Дума РФ прийняла Декларацію «Про підтримку російської діаспори і про покровительство російським співвітчизникам». За декларацією представниками діаспори вважаються…
…вихідці з Росії і Союзу ССР, а також їхні прямі нащадки, що не є громадянами РФ і визнають свой духовний або культурно-етнічний зв'язок з РФ або з будь-яким з її суб'єктів. При цьому зарахування певних осіб до Російської діаспори… …не залежить від їхньої національної й етнічної приналежності, мови, віросповідання, роду й характеру занять, місця проживання та інших обставин.
Тобто «діаспора» створюється російськими законотворцями не на релігійному або мовно-культурному субстраті або ґрунті, а на політичному, державницькому — спорідненістю з державою РФ, а також зі зниклим з історичної мапи світу СРСР.
- Еволюція статистики:

У 2005 році російське МЗС РФ нарахувало у світі понад 25 мільйонів «російської діаспори» (рос. "российская диаспора"), і таким чином російська діаспора за кількістю посіла друге місце в світі після китайської.
Однак в повсякденному мовному вжитку продовжує існувати плутанина та різночитання між російськомовними поняттями — «Российская диаспора» та «Русская диаспора».
Через рік, в жовтні 2006 Міністерство закордонних справ Росії доповіло, що на його думку «російська діаспора» вже становить «30 мільйонів осіб і вважається третьою-четвертою у світі… Причому 20 мільйонів проживає в країнах СНД і 10 мільйонів в далекому закордонні».